# Пожара
Пожара (рос. Пожара) — присілок в Бабаєвському районі Вологодської області. Адміністративний центр Пожарського сільського поселення.
З точки зору адміністративно-територіального поділу — центр Пожарської сільради.
Відстань по автодорозі до районного центру Бабаєво — 70 км. Найближчі населені пункти — Демшино, Дійково, Стармуж.
По перепису 2002 року населення — 355 осіб (174 чоловіки, 181 жінка). Переважна національність — росіяни (99 %).